# 1992年冬季残疾人奥林匹克运动会列支敦士登代表团
1992年冬季残疾人奥林匹克运动会列支敦士登代表团是列支敦士登派出的1992年冬季残疾人奥林匹克运动会代表团。未获得奖牌。